# Округ Сколе
Округ Сколе (нем. Bezirk Skole, Скольский уезд, пол. Powiat skolski) — административная единица коронной земли Королевства Галиции и Лодомерии в составе Австро-Венгрии, существовавшая в 1911—1918 годах. Административный центр — Сколе.
Образован 1 января 1911 года путём выделения судебного округа Сколе из Округа Стрый.
Округ Сколе по переписи 1910 года (хотя официально основан только в 1911 году) состоял из 52 муниципальных образований, а также 46 кадастровых муниципалитетов и занимал площадь 1268 км². Население на 1900 год составляло 49 771 человек, а на 1910 — 55 353.
После Первой мировой войны округ вместе со всей Галицией отошёл к Польше.